# التفسير القيم
التفسير القيم هو أحد كتب تفسير القرآن الكريم، ألفه الحافظ ابن القيم. جمعه محمد أويس الندوي، وحققه محمد حامد الفقي، وهو مجلد واحد عدد صفحاته 651 صفحة.

## أسلوب التفسير
يعد كتاب التفسير القيم نسيج وحده بين التفاسير المنتشرة والمعروفة، فهو ليس من تأليف ابن القيم، بل جمع معاصر لأقوال ابن القيم في تفسير كثير من الآيات القرآنية، وهو من التفاسير الفريدة التي حوت علم وفقه وبلاغة، فقد تصدى ابن القيم في مؤلفاته إلى تفسير المشكل من الآيات القرآنية الكريمة، فألقى عليها أضواء علمه ومعرفته وبلاغته، ففسر تلك الآيات بالقرآن الكريم والسنة النبوية المطهرة وبذائقته البلاغية الواضحة وبحجج بينة لا يعتورها لبس ولا تشوبها شائبة، فجاء تفسيره واضحًا سهلًا مستساغا الفهم قريب الطلب.

## جمع التفاسير
يقول محمد حامد الفقي في مقدمة كتاب التفسير القيم: «فهذا التفسير القيم للامام ابن القيم جمعه العلامة السلفي محمد أويس الندوي، وبذل فيه جهدًا مشكورًا، قرأ المطبوع من مؤلفات شمس الدين ابن القيم، ثم استخرج منها هذه المجموعة القيمة من التفسير، وهي وإن كانت لم تستوعب تفسير القران كله ولكنها تعتبر تموذجًا صالحًا، يستطيع من تدبرها حق التدبر أن ينتفع بها ويحذوا حذوها، ويسهل عليه فهم القران كله على هذا المنوال».

## وصلات خارجية
- تحميل كتاب التفسير القيم للامام ابن القيم المكتبة الوقفية
- تحميل كتاب التفسير القيم للامام ابن القيم المكتبة الشاملة